# Daria Saville
Daria «Dasha» Saville, de soltera Dària Gavrílova (Moscou, 5 de març de 1994) és una jugadora de tennis australiana d'origen rus.
En el seu palmarès hi ha un títol individual i dos més en dobles femenins, que li van permetre arribar al 20è lloc del rànquing individual. Va destacar en categoria júnior, on va arribar al número 1 l'agost de 2010 i després de guanyar els Jocs Olímpics d'Estiu de la Joventut de 2010 i el US Open 2010, encara amb nacionalitat russa.

## Biografia
Filla d'Alexey i Natalia, té un germà anomenat Stepan. Va néixer i créixer a Moscou, i va començar a jugar a tennis amb sis anys.
Té una relació amb el tennista australià Luke Saville, amb el qual es van prometre a finals de 2018 i tenien previst casar-se a finals de 2020. Prèviament, al desembre de 2015 va adquirir la nacionalitat australiana.

## Palmarès

### Individual: 5 (1−4)
| 2009 − 2020             | Després de 2021 |
| ----------------------- | --------------- |
| Grand Slam (0−0)        |                 |
| WTA Finals (0−0)        |                 |
| Premier Mandatory (0−0) | WTA 1000 (0−0)  |
| Premier 5 (0−0)         | WTA 1000 (0−0)  |
| Premier (1−1)           | WTA 500 (0−0)   |
| International (0−2)     | WTA 250 (0−1)   |

| Títols per superfície |
| --------------------- |
| Dura (1−3)            |
| Gespa (0−0)           |
| Terra batuda (0−1)    |

| Resultat   | Núm. | Data                 | Torneig                 | Superfície   | Oponent                   | Marcador         |
| ---------- | ---- | -------------------- | ----------------------- | ------------ | ------------------------- | ---------------- |
| Finalista  | 1.   | 23 d'octubre de 2016 | Moscou, Rússia          | Dura (i)     | Svetlana Kuznetsova       | 2−6, 1−6         |
| Finalista  | 2.   | 28 de maig de 2017   | Estrasburg, França      | Terra batuda | Samantha Stosur           | 7−5, 4−6, 3−6    |
| Guanyadora | 1.   | 26 d'agost de 2017   | New Haven, Estats Units | Dura         | Dominika Cibulková        | 4−6, 6−3, 6−4    |
| Finalista  | 3.   | 15 d'octubre de 2017 | Hong Kong, Hong Kong    | Dura         | Anastassia Pavliutxénkova | 7−5, 3−6, 6−7(3) |
| Finalista  | 4.   | 27 d'agost de 2022   | Granby, Canadà          | Dura         | Dària Kassàtkina          | 4−6, 4−6         |

### Dobles femenins: 5 (3−2)
| 2009 − 2020             | Després de 2021 |
| ----------------------- | --------------- |
| Grand Slam (0−0)        |                 |
| WTA Finals (0−0)        |                 |
| Premier Mandatory (0−0) | WTA 1000 (0−0)  |
| Premier 5 (0−0)         | WTA 1000 (0−0)  |
| Premier (1−1)           | WTA 500 (0−0)   |
| International (0−2)     | WTA 250 (1−0)   |

| Títols per superfície |
| --------------------- |
| Dura (1−2)            |
| Gespa (0−0)           |
| Terra batuda (2−0)    |

| Resultat   | Núm. | Data                   | Torneig            | Superfície   | Parella                  | Oponents                             | Marcador         |
| ---------- | ---- | ---------------------- | ------------------ | ------------ | ------------------------ | ------------------------------------ | ---------------- |
| Guanyadora | 1.   | 27 de juliol de 2015   | Istanbul, Turquia  | Dura         | Elina Svitòlina          | Çağla Büyükakçay Jelena Janković     | 5−7, 6−1, [10−4] |
| Finalista  | 1.   | 23 d'octubre de 2016   | Moscou, Rússia     | Dura (i)     | Dària Kassàtkina         | Andrea Hlaváčková Lucie Hradecká     | 6−4, 0−6, [7−10] |
| Finalista  | 2.   | 24 de setembre de 2017 | Tòquio, Japó       | Dura         | Dària Kassàtkina         | Andreja Klepač M.J. Martínez Sánchez | 3−6, 2−6         |
| Guanyadora | 2.   | 25 de maig de 2019     | Estrasburg, França | Terra batuda | Ellen Perez              | Duan Yingying Han Xinyun             | 6−4, 6−3         |
| Guanyadora | 3.   | 21 de maig de 2022     | Estrasburg (2)     | Terra batuda | Nicole Melichar-Martinez | Lucie Hradecká Sania Mirza           | 5−7, 7−5, [10−6] |

### Equips: 1 (1−0)
| Resultat   | Núm. | Data               | Torneig                       | Superfície | Equip        | Oponents                             | Marcador |
| ---------- | ---- | ------------------ | ----------------------------- | ---------- | ------------ | ------------------------------------ | -------- |
| Guanyadora | 1.   | 9 de gener de 2016 | Copa Hopman, Perth, Austràlia | Dura (i)   | Nick Kyrgios | Elina Svitòlina Aleksandr Dolgopòlov | 2−0      |

## Trajectòria

### Individual
| | Rússia | Rússia | Rússia      | Austràlia   | Austràlia   | Austràlia | Austràlia   | Austràlia   | Austràlia   | Austràlia   | Austràlia | Austràlia | Austràlia | Austràlia |           |           |
| Torneig | 2011   | 2012   | 2013        | 2014        | 2015        | 2016      | 2017        | 2018        | 2019        | 2020        | 2021      | 2022      | 2023      | 2024      | Títols    | V − D     |
| Open d'Austràlia | A      | A      | 2R          | A           | 1R          | 4R        | 4R          | 2R          | 1R          | A           | 2R        | 1R        |           | 1R        | 0 / 9     | 9 – 9     |
| Roland Garros | A      | A      | Q3          | A           | 2R          | 1R        | 1R          | 3R          | 1R          | 2R          | A         | 3R        |           | 1R        | 0 / 8     | 6 – 8     |
| Wimbledon | A      | A      | Q1          | A           | 1R          | 2R        | 1R          | 3R          | 1R          | NC          | A         | 1R        | 1R        |           | 0 / 7     | 3 – 7     |
| US Open | Q1     | A      | Q2          | Q2          | 1R          | 1R        | 2R          | 2R          | 1R          | A           | A         | 1R        | 2R        |           | 0 / 7     | 3 – 7     |
| Jocs Olímpics | NC     | A      | No celebrat | No celebrat | No celebrat | 1R        | No celebrat | No celebrat | No celebrat | No celebrat | A         | NC        | NC        |           | 0 / 1     | 0 – 1     |
| Total Victòries−Derrotes | 0–0    | 1–1    | 2–6         | 1–1         | 20–20       | 27–21     | 33–24       | 27–25       | 6–17        | 1–1         | 3–2       |           |           |           | 120 – 119 | 120 – 119 |
| Rànquing a final d'any | 383    | 215    | 144         | 233         | 36          | 25        | 25          | 35          | 237         | 446         |           |           |           |           |           |           |
| Llegenda: G: Guanyadora; F: Finalista; SF: Semifinalista; QF: Quarts de final; Q: Qualificació; A: Absent; RR: Round Robin; NC: No celebrat; |        |        |             |             |             |           |             |             |             |             |           |           |           |           |           |           |

### Dobles femenins
| Open d'Austràlia | 1R  | 1R | 1R          | 1R          | 2R          | A           | A | 1R |    | 2R | 0 / 7   | 2 – 7   |
| Roland Garros | A   | 1R | 3R          | 1R          | 1R          | A           | A | A  |    |    | 0 / 4   | 2 – 4   |
| Wimbledon | 1R  | 3R | A           | 1R          | A           | NC          | A | 1R | 2R |    | 0 / 5   | 3 – 5   |
| US Open | 1R  | 2R | 3R          | 1R          | A           | A           | A | 2R | 2R |    | 0 / 6   | 5 – 6   |
| Jocs Olímpics | NC  | 1R | No celebrat | No celebrat | No celebrat | No celebrat | A | NC | NC |    | 0 / 1   | 0 – 1   |
| Rànquing a final d'any | 173 | 90 | 55          | 188         | 148         | –           |   |    |    |    | 60 – 65 | 60 – 65 |
| Llegenda: G: Guanyadora; F: Finalista; SF: Semifinalista; QF: Quarts de final; Q: Qualificació; A: Absent; RR: Round Robin; NC: No celebrat |     |    |             |             |             |             |   |    |    |    |         |         |

## Guardons
- ITF Junior World Champion (2010)
- WTA Newcomer of the Year (2015)